# NGC 3393
NGC 3393 é uma galáxia espiral barrada (SBa) localizada na direcção da constelação de Hydra. Possui uma declinação de -25° 09' 42" e uma ascensão recta de 10 horas, 48 minutos e 23,4 segundos.
A galáxia NGC 3393 foi descoberta em 24 de Março de 1835 por John Herschel.